# Encyclia cordigera
Encyclia cordigera là một loài lan trong chi Encyclia.

## Synonyms
- Cymbidium cordigerum Kunth (Basionym)
- Epidendrum macrochilum Hook.
- Epidendrum macrochilum var. roseum Bateman
- Encyclia macrochila (Hook.) Neumann
- Epidendrum macrochilum var. albopurpurea C.Morren
- Epidendrum longipetalum God.-Leb.
- Encyclia atropurpurea var. leucantha Schltr.
- Encyclia atropurpurea var. rhodoglossa Schltr.
- Encyclia doeringii Hoehne
- Encyclia atropurpurea var. rosea (Bateman) Summerh.
- Epidendrum doeringii (Hoehne) A.D.Hawkes
- Encyclia cordigera var. rosea (Bateman) H.G.Jones
- Epidendrum cordigerum (Kunth) Foldats
- Encyclia cordigera f. leucantha (Schltr.) Withner

## Hình ảnh

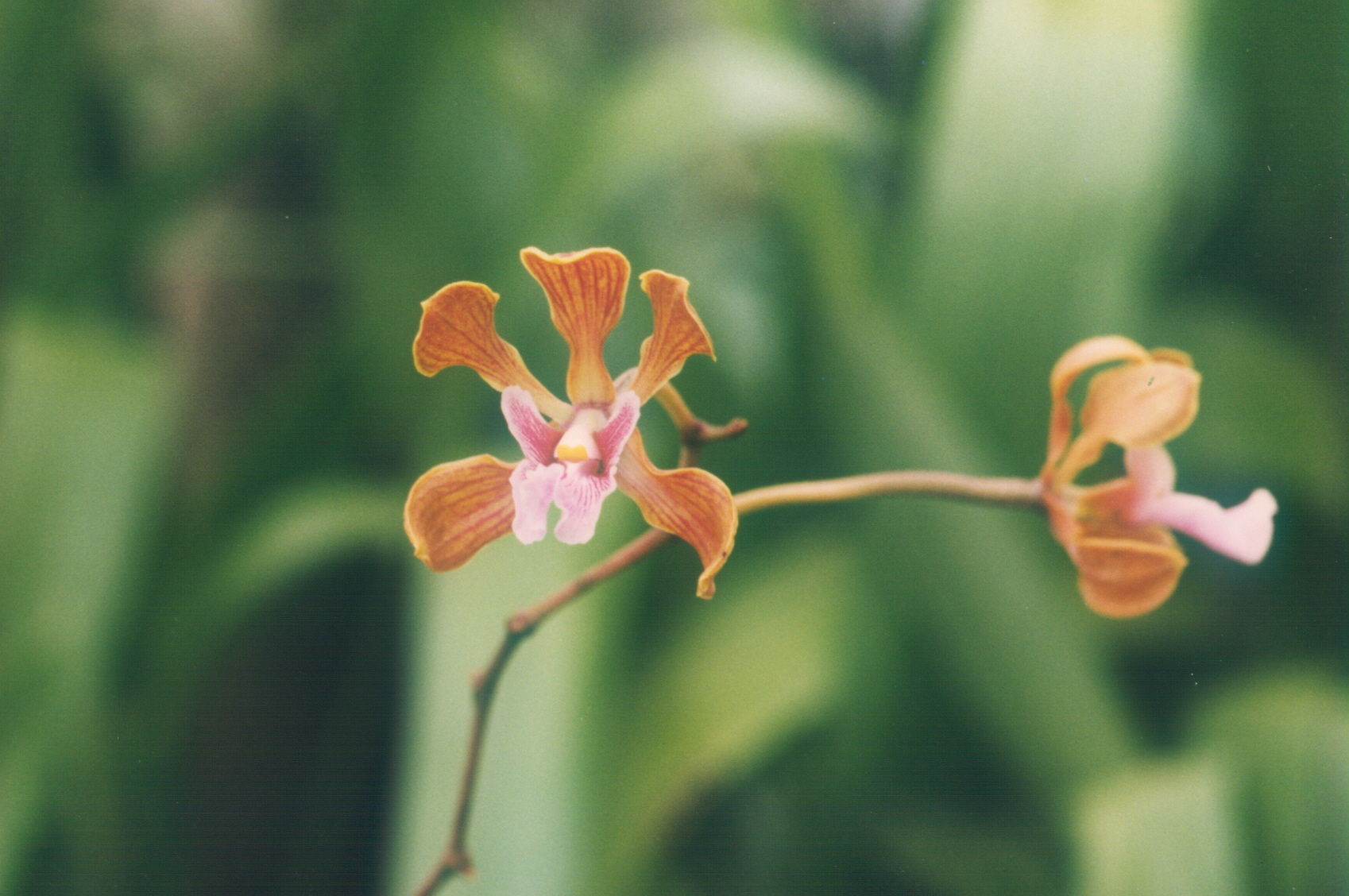
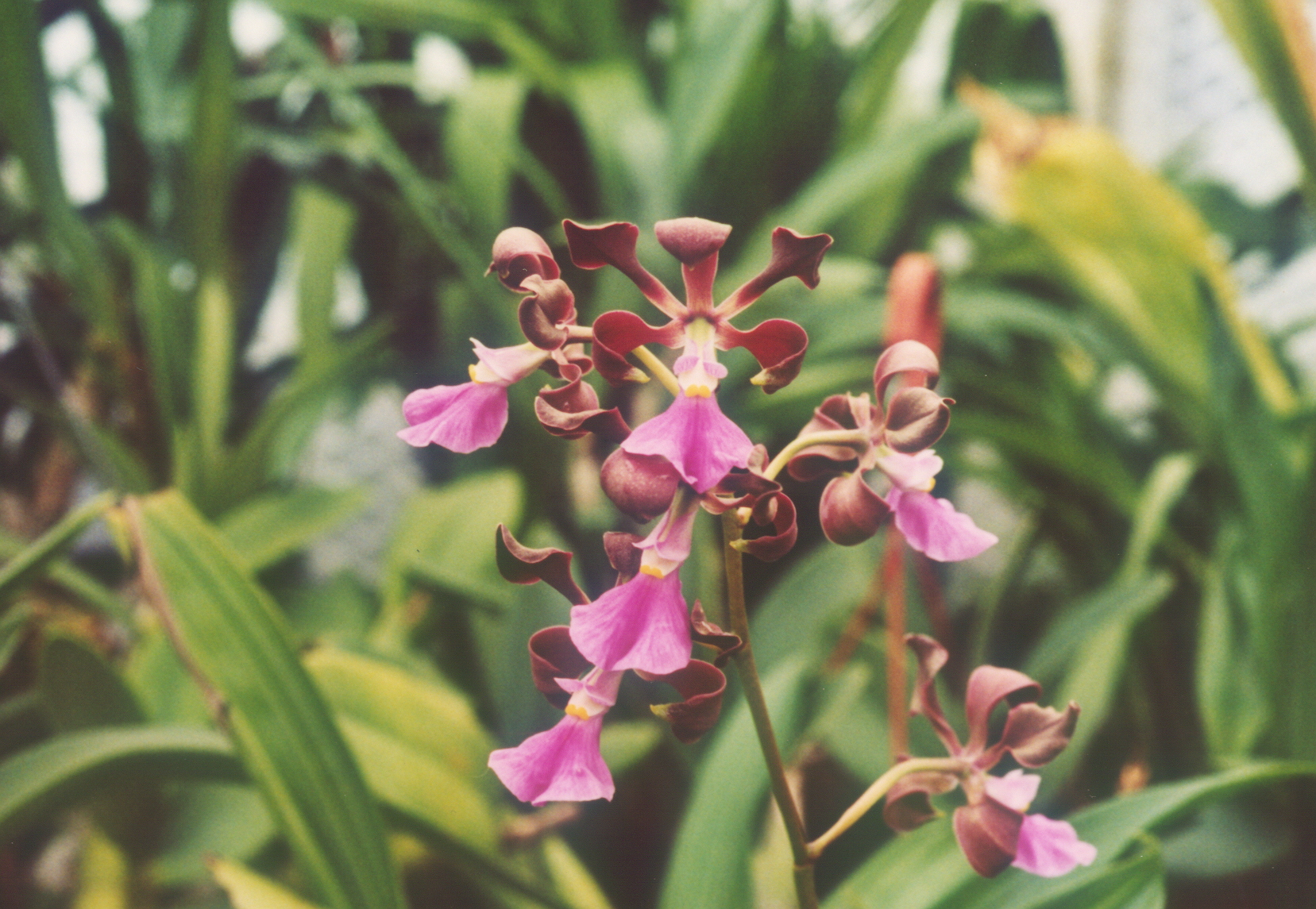
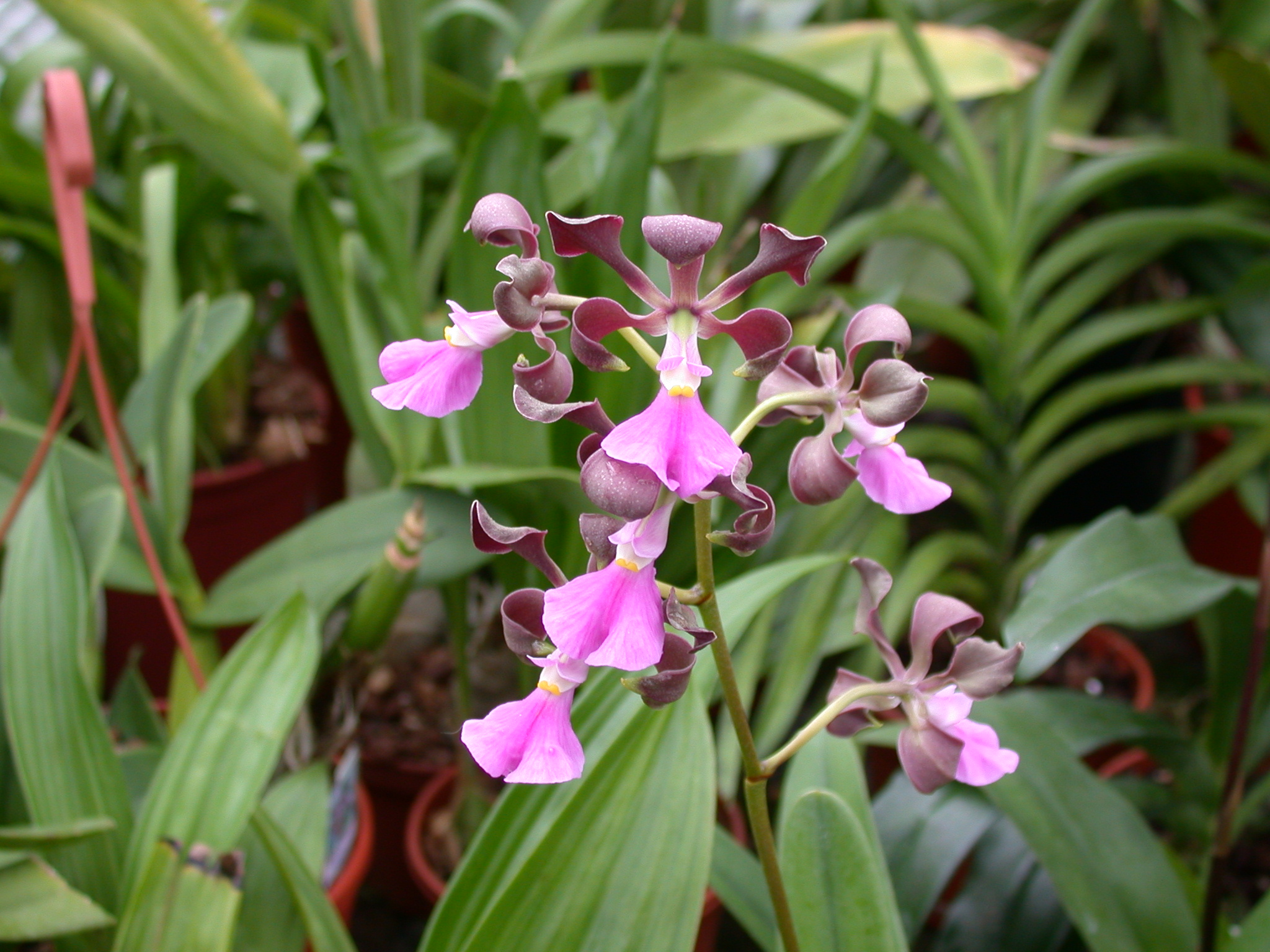
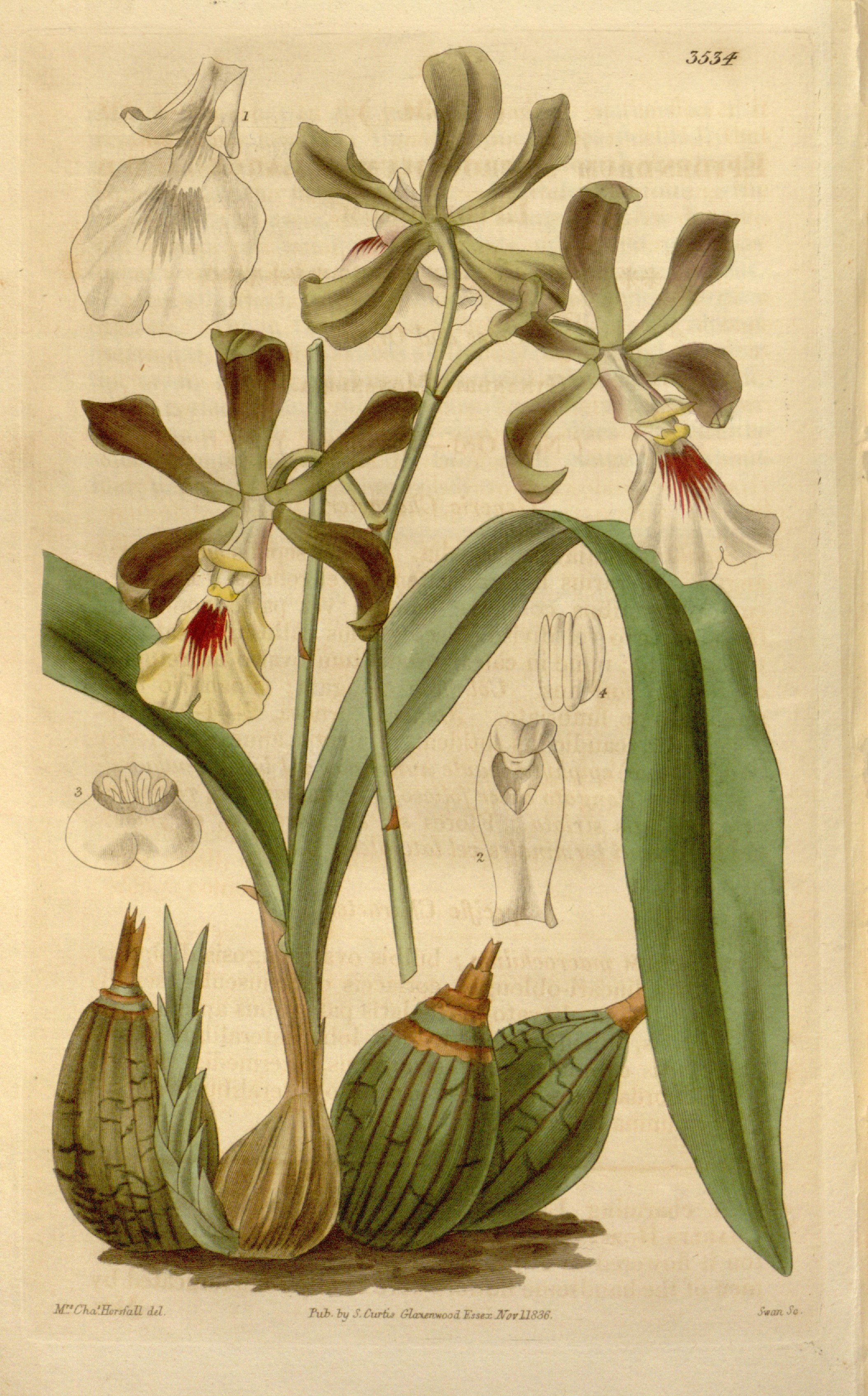